# Dream Market
Dream Market war ein Darknet-Markt, welcher Ende 2013 gegründet wurde und sich auf den Verkauf illegaler Waren spezialisiert hat. Die Seite war als Hidden Service über das Tor-Netzwerk aufrufbar, welches einen anonymen Zugriff ermöglicht. Verkauft wurden unter anderem Drogen, gestohlene Daten und Waren sowie Produktfälschungen.
Nachdem die Darknet-Märkte AlphaBay und Hansa im Juli 2017 im Zuge der Operation Bayonet geschlossen wurden, wurde spekuliert, dass Dream Market der führende Darknet-Markt werden würde. Viele Nutzer von AlphaBay und Hansa wechselten zu Dream Market und registrierten sich dort. Auch Dream Market soll von den Strafverfolgungsbehörden überwacht werden. Im Juli 2017 verfügte Dream Market über 57.000 Einträge für Drogen und 4.000 für Opioide.
Im September 2017 beschwerten sich Dream-Market-Nutzer auf Reddit über einen Verlust von Zahlungsmitteln auf ihren Accounts. Die Dream-Market-Nachrichtenseite teilte mit, dass der Verlust eines Festplattenlaufwerkes dazu geführt habe und dass Dream Market die Verluste zurückerstatten würde.
Am 24. März 2019 wurde auf einem Website-Banner die Schließung am 30. April 2019 angekündigt, mit dem Zusatz, dass es „seine Dienstleistungen an ein Partnerunternehmen überträgt“, gefolgt von einem .onion-Link. Einige Nutzer glauben, dass dies die Reaktion des Eigentümers auf laufende DDoS-Angriffe ist, während andere an der Glaubwürdigkeit der Nachricht zweifeln und einen Zusammenhang mit der Strafverfolgung, Betrügern oder konkurrierenden Marktplätzen vermuten.